# Cravant (Yonne)
Cravant foi uma comuna francesa na região administrativa de Borgonha-Franco-Condado, no departamento de Yonne. Estendia-se por uma área de 22,69 km². Em 2010 a comuna tinha 1 292 habitantes (densidade: 56,9 hab./km²).
Em 1 de janeiro de 2017, passou a formar parte da nova comuna de Deux Rivières.